# تپه کوده ۱
تپه کوده۱ مربوط به دوران پیش از تاریخ ایران باستان - است و در شهرستان رشتخوار، روستای کوده واقع شده و این اثر در تاریخ ۵ تیر ۱۳۸۴ با شمارهٔ ثبت ۱۱۹۰۷ به‌عنوان یکی از آثار ملی ایران به ثبت رسیده است.